# Michiel Vos
Michiel Vos (Groningen, 19 december 1970) is een Nederlands-Amerikaans journalist. Hij geeft duiding over Amerikaanse actualiteiten in onder andere RTL Boulevard, De Wild in de Middag en diverse talkshows. 

## Biografie
Vos is van oorsprong advocaat, maar besloot het roer om te gooien en journalist te worden. Dat begon in 2000 met een stage bij Max Westerman tijdens de presidentsverkiezingen van de Verenigde Staten. Van 2004 tot en met 2015 was Vos wekelijks te beluisteren als Amerika-correspondent in het radioprogramma Ruuddewild.nl van Ruud de Wild. Ook was hij als correspondent werkzaam voor de VRT, EénVandaag en Goedemorgen Nederland. Sinds 2017 is hij weer te beluisteren in het programma van De Wild, De Wild in de Middag op NPO Radio 2.
In 2006 heeft Vos ook voor Barend & Van Dorp bij Talpa enkele malen opgetreden als Amerika-correspondent. Voor de VPRO was hij presentator van speciale filmavonden op Nederland 3. Sinds 2016 is Vos een vaste gast in de praatprogramma's van RTL; RTL Late Night, RTL Boulevard, Jinek, Beau en Humberto. Samen met Beau van Erven Dorens maakte hij de docuserie Beau & Michiel in Amerika, die in 2023 beschikbaar kwam op Videoland.
In 2014 kwam de VPRO met de documentaireserie My America. Vos woont dan tien jaar in Amerika en laat het land zien door zijn eigen ogen. Hij toont de wereld van de rijken en invloedrijken, zoals zijn eigen Amerikaanse familie, maar ook het land van de straatarmen, voor wie de spreekwoordelijke Amerikaanse droom maar al te vaak een nachtmerrie blijkt te zijn. Hij plaatst zodoende het Amerika van de superrijke "1%" tegenover dat van de arme, of verarmde "99%" en constateert dat hij zich als 'jochie uit Groningen' ongemakkelijk voelt bij de uitersten van deze welvaartskloof.
Tijdens de bestorming van het Capitool in 2021 bracht Vos tussen de menigte live verslag uit, terwijl zijn echtgenote, zoon en schoonmoeder Nancy Pelosi vastzaten in het gebouw.
In 2024 bundelde hij al zijn verhalen in het boek Vos In De VS.

## Persoonlijk
Vos woont in New York en is op 18 juni 2005 getrouwd met de Amerikaanse Alexandra Pelosi met wie hij twee kinderen heeft. Zij is de dochter van Nancy Pelosi, oud-voorzitter van het Huis van Afgevaardigden en prominent lid van de Democratische partij (Verenigde Staten). Ze ontmoetten elkaar op het International Documentary Filmfestival Amsterdam van 2002, waar ze haar film Journeys with George presenteerde, die over de Bush-verkiezingscampagne van 2000 gaat. Samen met haar werkte hij aan de latere documentaire Diary of a Political Tourist over de campagne van de Democratische Partij in 2004, waarbij presidentskandidaat John Kerry op de voet werd gevolgd.

### Bestseller 60
| Boeken met noteringen in de Nederlandse Bestseller 60 | Jaar van verschijnen | Datum van binnenkomst | Hoogste positie | Aantal weken | Opmerkingen |
| ----------------------------------------------------- | -------------------- | --------------------- | --------------- | ------------ | ----------- |
| Vos in de VS                                          | 2024                 | 29-05-2024            | 2               | 23           |             |